# Symplectoscyphus macroscyphus
Symplectoscyphus macroscyphus is een hydroïdpoliep uit de familie Sertulariidae. De poliep komt uit het geslacht Symplectoscyphus. Symplectoscyphus macroscyphus werd in 2003 voor het eerst wetenschappelijk beschreven door Vervoort & Watson. 